# Návrat (nakladatelství)
Návrat je nakladatelství v Brně, které v roce 1991 založil Radomír Suchánek. Vychází v něm literatura žánrů sci-fi, fantasy a dobrodružných; především knihy od Julese Verna, Roberta Krafta a Karla Maye. Texty v knihách od Návratu jsou co nejvíce kompletní, ale často je rozdělovali do mnoha svazků.

## Vydávané edice
- Souborné vydání díla Karla Maye
- Dobrodružství z celého světa
- Divoký západ
- Dobrodružné cesty
- Dobrodružný Weekend
- Dostavník
- Dračí kopí
- Fantasy
- Galerie
- Jules Verne – spisy
- Kolo času
- Little & Big Western
- Poselství Bible pro dnešní svět
- Scifi – Thriller – Fantasy
- Válečná tematika